# Minami-Ashigara
Minamiashigara (南足柄市, Minamiashigara-shi) és una ciutat i municipi de la prefectura de Kanagawa, a la regió de Kanto, Japó. L'any 2015 tenia una població estimada de 44.036 habitants i una densitat de població de 571 habitants per km². Minamiashigara té una àrea total de 77,12 km².
Diversos indrets de Minamiashigara són escenari de la llegenda de Kintarō.

## Geografia
Minamiashigara està situada en la zona muntanyosa de l'oest de la prefectura de Kanagawa, amb gran part de la ciutat localitzada dins del Parc Quasinacional de Tanzawa-Ōyama o el Parc Nacional de Fuji-Hakone-Izu.
Fa frontera amb la prefectura de Shizuoka per l'oest, i altres ciutats de la prefectura de Kanagawa pel nord, est i sud.

## Història
L'àrea de l'actual Minamiashigara estava sota control del clan Hōjō en el període Sengoku, i fou part del domini d'Odawara durant el període Edo.
Després de la restauració Meiji, es van crear les viles de Minamiashigara, FUkusawa, Okamoto i Kitaashigara dins del districte d'Ashigarakami, a la prefectura e Kanagawa. El desenvolupament de l'àrea va tenir lloc després de la inauguració de l'Oyama Mountain Railway (actual línia Daiyūzan de l'Izuhakone Railway) el 15 d'octubre de 1925. Minamishigara esdevingué poble l'1 d'abril de 1940, i va annexar els pobles veïns de Fukusawa, Okamoto i Kitaashigara el 1955. El 1972 Minamiashigara obtingué l'estatus de ciutat.

## Demografia
| 1920   | 1930   | 1940   | 1950   | 1960   | 1970   | 1980   |
| ------ | ------ | ------ | ------ | ------ | ------ | ------ |
| ND     | ND     | ND     | 17.581 | 19.663 | 30.237 | 39.919 |
| 1990   | 2000   | 2010   | 2020   | 2030   | 2040   | 2050   |
| 42.600 | 44.156 | 43.916 | 41.296 | -      | -      | -      |

## Economia
L'economia de Minamiashigara es basa en la silvicultura i l'agricultura (principalment te verd i mandarines). Fujifilm i Asahi Breweries tenen fàbriques a Minamiashigara, on fan ús de l'abundant aigua fresca de la zona.

## Transport

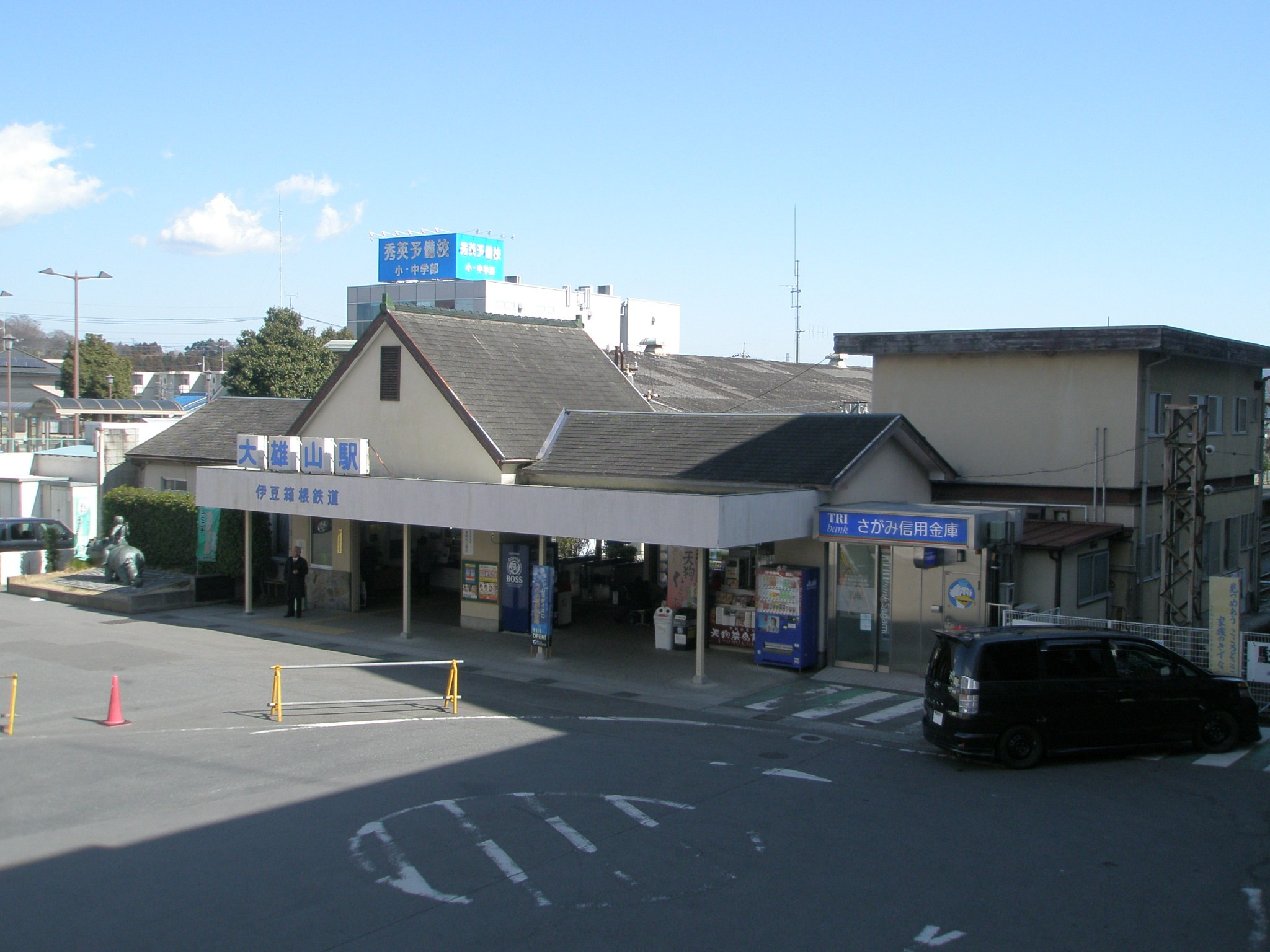
Estació de Daiyûzan

### Ferrocarril
- Ferrocarril Izu-Hakone
  - Sagami-Numata - Iwahara - Tsukahara - Wadagahara - Fujifilm-mae - Daiyūzan

### Carretera
- Cap via nacional passa pel municipi, només algunes prefecturals.

## Agermanament
- - Tilburg, Països Baixos, des del 4 de juny de 1989[7]